# Férfi egyéni műkorcsolya az 1932. évi téli olimpiai játékokon
Az 1932. évi téli olimpiai játékokon a műkorcsolya férfi egyéni versenyszámát február 8-án és 9-én rendezték. Az aranyérmet az osztrák Karl Schäfer nyerte. Magyar versenyző nem vett részt a versenyen.

## Eredmények
Hét bíró pontozta a versenyzőket. A pontok alapján a bírók mindegyikénél külön-külön kialakult egy sorrend, az egyes szakaszokban (kötelező elemek, kűr) és az összesítésnél is, ez egy helyezési pontszámot is jelentett. Az egyes szakaszok, valamint az összesítés eredménye a következő kritériumok alapján alakult ki:
1. „Többségi helyezések száma”. Az a versenyző végzett előrébb, akit a bírók többsége előrébb rangsorolt. A bírók többsége azt jelentette, hogy a legjobb 4 helyezést adó bíró helyezési pontszámait vették figyelembe, de ha a 4. bíró helyezésével még volt azonos helyezés, akkor az(oka)t is figyelembe vették. Ezt az adatot tartalmazza az oszlop. (Pl. a „6×3+” azt jelenti, hogy a versenyző 6 bírónál az első 3 hely valamelyikén végzett.)
2. „Helyezések összege” (az összes bíró helyezési pontszámainak összege)
3. „Pont” (az összes bíró által adott összpontszám)
4. A kötelező elemek pontszáma

### Kötelező elemek
A kötelező programot február 8-án rendezték.
| Hely. | Versenyző         | Nemzet                 | Többségi helyezések száma | Helyezések összege | Pont   |
| ----- | ----------------- | ---------------------- | ------------------------- | ------------------ | ------ |
| 1.    | Karl Schäfer      | Ausztria (AUT)         | 7×1+                      | 7,0                | 1553,0 |
| 2.    | Gillis Grafström  | Svédország (SWE)       | 4×2+                      | 18,0               | 1496,0 |
| 3.    | Montgomery Wilson | Kanada (CAN)           | 4×3+                      | 23,0               | 1477,6 |
| 4.    | Marcus Nikkanen   | Finnország (FIN)       | 4×4+                      | 29,0               | 1450,8 |
| 5.    | Roger Turner      | Egyesült Államok (USA) | 5×5+                      | 34,0               | 1424,3 |
| 6.    | Ernst Baier       | Németország (GER)      | 6×6+                      | 39,0               | 1404,0 |
| 7.    | Gail Borden       | Egyesült Államok (USA) | 5×7+                      | 51,0               | 1307,2 |
| 8.    | James Madden      | Egyesült Államok (USA) | 5×8+                      | 53,0               | 1301,4 |
| 9.    | Walther Langer    | Csehszlovákia (TCH)    | 5×9+                      | 66,0               | 1221,0 |
| 10.   | Oimacu Kazujosi   | Japán (JPN)            | 6×10+                     | 71,0               | 1167,6 |
| 11.   | Obitani Rjúicsi   | Japán (JPN)            | 5×11+                     | 73,0               | 1148,1 |
| 12.   | William Nagle     | Egyesült Államok (USA) | 7×12+                     | 81,0               | 1095,8 |

### Kűr
A kűrt február 9-én rendezték. A pontszám a bírók által adott pontok 13,5-szerese.
| Hely. | Versenyző         | Nemzet                 | Többségi helyezések száma | Helyezések összege | Pont   |
| ----- | ----------------- | ---------------------- | ------------------------- | ------------------ | ------ |
| 1.    | Karl Schäfer      | Ausztria (AUT)         | 4×1+                      | 10,0               | 1049,0 |
| 2.    | Gillis Grafström  | Svédország (SWE)       | 5×2+                      | 12,5               | 1018,5 |
| 3.    | Montgomery Wilson | Kanada (CAN)           | 5×3+                      | 22,5               | 970,7  |
| 4.    | Marcus Nikkanen   | Finnország (FIN)       | 4×4+                      | 27,0               | 969,3  |
| 5.    | Ernst Baier       | Németország (GER)      | 5×5+                      | 37,0               | 930,8  |
| 6.    | Roger Turner      | Egyesült Államok (USA) | 5×6+                      | 46,0               | 873,3  |
| 7.    | James Madden      | Egyesült Államok (USA) | 5×7+                      | 49,0               | 848,2  |
| 8.    | Oimacu Kazujosi   | Japán (JPN)            | 4×8,5+                    | 60,5               | 811,0  |
| 9.    | Gail Borden       | Egyesült Államok (USA) | 5×9+                      | 64,0               | 803,6  |
| 10.   | William Nagle     | Egyesült Államok (USA) | 4×9+                      | 63,5               | 789,0  |
| 11.   | Walther Langer    | Csehszlovákia (TCH)    | 5×11+                     | 75,5               | 743,3  |
| 12.   | Obitani Rjúicsi   | Japán (JPN)            | 4×11,5+                   | 78,5               | 708,6  |

### Végeredmény
| Helyezés | Versenyző         | Nemzet                 | Helyezési pontszámok bírónként | Helyezési pontszámok bírónként | Helyezési pontszámok bírónként | Helyezési pontszámok bírónként | Helyezési pontszámok bírónként | Helyezési pontszámok bírónként | Helyezési pontszámok bírónként | Több. hely. száma | Hely. össz. | Pont   |
| Helyezés | Versenyző         | Nemzet                 | 1                              | 2                              | 3                              | 4                              | 5                              | 6                              | 7                              | Több. hely. száma | Hely. össz. | Pont   |
| -------- | ----------------- | ---------------------- | ------------------------------ | ------------------------------ | ------------------------------ | ------------------------------ | ------------------------------ | ------------------------------ | ------------------------------ | ----------------- | ----------- | ------ |
| Arany    | Karl Schäfer      | Ausztria (AUT)         | 1,0                            | 2,0                            | 1,0                            | 2,0                            | 1,0                            | 1,0                            | 1,0                            | 5×1+              | 9           | 2602,0 |
| Ezüst    | Gillis Grafström  | Svédország (SWE)       | 3,0                            | 1,0                            | 2,0                            | 1,0                            | 2,0                            | 2,0                            | 2,0                            | 6×2+              | 13          | 2514,5 |
| Bronz    | Montgomery Wilson | Kanada (CAN)           | 4,0                            | 3,0                            | 4,0                            | 4,0                            | 3,0                            | 3,0                            | 3,0                            | 4×3+              | 24          | 2448,3 |
| 4.       | Marcus Nikkanen   | Finnország (FIN)       | 2,0                            | 4,0                            | 3,0                            | 3,0                            | 5,0                            | 5,0                            | 6,0                            | 4×4+              | 28          | 2420,1 |
| 5.       | Ernst Baier       | Németország (GER)      | 5,0                            | 5,0                            | 5,0                            | 5,0                            | 4,0                            | 4,0                            | 7,0                            | 6×5+              | 35          | 2334,8 |
| 6.       | Roger Turner      | Egyesült Államok (USA) | 6,0                            | 6,0                            | 6,0                            | 6,0                            | 6,0                            | 6,0                            | 4,0                            | 7×6+              | 40          | 2297,6 |
| 7.       | James Madden      | Egyesült Államok (USA) | 7,0                            | 7,0                            | 8,0                            | 8,0                            | 8,0                            | 9,0                            | 5,0                            | 6×8+              | 52          | 2149,6 |
| 8.       | Gail Borden       | Egyesült Államok (USA) | 8,0                            | 8,0                            | 7,0                            | 7,0                            | 9,0                            | 7,0                            | 8,0                            | 6×8+              | 54          | 2110,8 |
| 9.       | Oimacu Kazujosi   | Japán (JPN)            | 9,0                            | 10,0                           | 9,0                            | 9,0                            | 12,0                           | 8,0                            | 10,0                           | 4×9+              | 67          | 1978,6 |
| 10.      | Walther Langer    | Csehszlovákia (TCH)    | 10,0                           | 11,0                           | 10,0                           | 10,0                           | 7,0                            | 12,0                           | 9,0                            | 5×10+             | 69          | 1964,3 |
| 11.      | William Nagle     | Egyesült Államok (USA) | 12,0                           | 12,0                           | 11,0                           | 11,0                           | 11,0                           | 10,0                           | 11,0                           | 5×11+             | 78          | 1884,8 |
| 12.      | Obitani Rjúicsi   | Japán (JPN)            | 11,0                           | 9,0                            | 12,0                           | 12,0                           | 10,0                           | 11,0                           | 12,0                           | 4×11+             | 77          | 1856,7 |